# Jürgen Pomorin
Jürgen Pomorin (* 15. Januar 1953 in Bochum; Pseudonym Leo P. Ard) ist ein deutscher (Enthüllungs-)Journalist, Schriftsteller und Drehbuchautor.

## Leben
Pomorin arbeitete zunächst als Bankkaufmann, ehe er Journalist wurde. Gemeinsam mit Reinhard Junge, Georg Biemann und H. P. Bordien schrieb er Reportagen über alte und neue Nazis in der Bundesrepublik Deutschland. Als Redakteur des von der Sozialistischen Deutschen Arbeiterjugend (SDAJ) herausgegebenen Jugendmagazins Elan recherchierte er teilweise vor Ort, indem er sich getarnt in rechtsradikale Organisationen einschleuste. Er wurde aufgrund seines politischen Engagements im Juli 1974 unehrenhaft aus der Bundeswehr entlassen, worüber er in Rührt euch Kameraden – Tagebuch eines Wehrpflichtigen (Dortmund 1975) berichtete. Er klagte gegen seine Entlassung gegen die Bundesrepublik Deutschland. Das Verwaltungsgericht Gelsenkirchen entschied 1980, dass seine Entlassung rechtswidrig war.
Aufbauend auf diesen Erfahrungen schrieb er unter dem Pseudonym Leo P. Ard mit Reinhard Junge Kriminalromane im Lokalkolorit seiner Heimat, des Ruhrgebiets. Unter demselben Pseudonym verfasste Pomorin auch zahlreiche Drehbücher für Kriminalreihen wie Balko, Tatort und Polizeiruf 110.
Pomorin ist Mitglied im Deutschen Drehbuchverband (DDV).
1995 erhielt er den Adolf-Grimme-Preis mit Gold für den Film Totes Gleis aus der Reihe Polizeiruf 110 (zusammen mit Bernd Böhlich, Michael Illner, Otto Sander und Ben Becker).
Pomorin lebt in Manacor auf Mallorca und in Berlin; seine langjährige Lebensgefährtin und Co-Autorin Birgit Grosz starb im Oktober 2012. Seit Januar 2016 ist er mit der Ärztin Lisa Liccini verheiratet.

## Veröffentlichungen
- Rührt Euch, Kameraden! Tagebuch eines Wehrpflichtigen. Weltkreis-Verlag, Dortmund 1975; 3. geänderte Auflage. ebd. 1980, ISBN 3-88142-096-7.
- mit Reinhard Junge: Die Neonazis – und wie man sie bekämpfen kann. Weltkreis-Verlag, Dortmund 1978, ISBN 3-88142-197-1.
- mit Reinhard Junge: Vorwärts, wir marschieren zurück. Weltkreis-Verlag, Dortmund 1979, ISBN 3-88142-219-6.
- mit Ulrich Sander: Iran zwischen Februar und Frühling. Plambeck, Neuss 1979, ISBN 3-88501-018-6.
- mit Reinhard Junge und Georg Biemann: Geheime Kanäle. Der Nazi-Mafia auf der Spur. Weltkreis-Verlag, Dortmund 1982, ISBN 3-88142-256-0.

als Leo P. Ard
- Roter Libanese. Krimi. Weltkreis, Dortmund 1984, ISBN 3-88142-322-2.
- Fotofalle. Krimi. Weltkreis, Dortmund 1985, ISBN 3-88142-341-9.
- mit Reinhard Junge: Bonner Roulette. Krimi. Weltkreis, Dortmund 1986, ISBN 3-88142-391-5; Grafit, Dortmund 1990, ISBN 3-89425-391-6.
- mit Reinhard Junge: Das Ekel von Datteln. Kriminalroman. Weltkreis, Dortmund 1989, ISBN 3-88142-426-1.
- mit Reinhard Junge: Das Ekel schlägt zurück. Kriminalroman. Grafit, Dortmund 1990, ISBN 3-89425-010-0.
- mit Reinhard Junge: Die Waffen des Ekels. Kriminalroman. Grafit, Dortmund 1990, ISBN 3-89425-021-6.
- Die Mitess-Zentrale und andere unglaubliche Geschichten. Grafit, Dortmund 1991, ISBN 3-89425-015-1.
- mit Michael Illner: Gemischtes Doppel. Kriminalroman. Grafit, Dortmund 1992, ISBN 3-89425-025-9.
- mit Reinhard Junge: Meine Niere, deine Niere. Kriminalroman. Grafit, Dortmund 1992, ISBN 3-89425-028-3; Klartext, Essen 2011, ISBN 978-3-8375-0565-8.
- mit Michael Illner: Flotter Dreier. Kriminalroman. Grafit, Dortmund 1993, ISBN 3-89425-036-4.
- mit Reinhard Junge: Der Witwenschüttler. Kriminalroman. Grafit, Dortmund 1995, ISBN 3-89425-044-5.
- Der letzte Bissen. Kriminalroman. Grafit, Dortmund 2006, ISBN 3-89425-320-7.
- mit Reinhard Junge: Mordsschnellweg. Kriminalstorys. Grafit, Dortmund 2009, ISBN 978-3-89425-364-6.
- Mein Vater, der Mörder. Kriminalroman. Grafit, Dortmund 2010, ISBN 978-3-89425-375-2.

## Drehbücher
- 1995–2006: Balko, zusammen mit Michael Illner (124 Folgen)
- 1994: Polizeiruf 110: Totes Gleis, zusammen mit Michael Illner
- 1994: Polizeiruf 110: Opfergang, zusammen mit Michael Illner
- 1995: Zappek, zusammen mit Michael Illner (acht Folgen)
- 1997: Polizeiruf 110: Der Fremde, zusammen mit Rainer Butt
- 1998: Polizeiruf 110: Das Wunder von Wustermark, zusammen mit Michael Illner
- 1996–1998 Titus, der Satansbraten, zusammen mit Michael Illner (6 Folgen)
- 1998: Der Hochstapler, zusammen mit Birgit Grosz
- 1999: Polizeiruf 110: Über den Dächern von Schwerin, zusammen mit Rainer Butt und Hans-Erich Viet
- 1999: Sperling – Sperling und der falsche Freund
- 2001: Ein Vater zum Verlieben
- 2001: Denninger – Der Mallorcakrimi: Der Tod des Paparazzo
- 2001: Denninger – Der Mallorcakrimi: Der Mann mit den zwei Gesichtern
- 2005–2012: Das Duo (3 Folgen)
- ab 2006: Ein starkes Team (47 Episoden)
  - 2016: Ein starkes Team: Vergiftet
  - 2022: Ein starkes Team: Abgestürzt
  - 2023: Kurierfahrt in den Tod
- 2008–2018: Der Staatsanwalt (20 Folgen)
- 2009: Richterin ohne Robe, zusammen mit Birgit Grosz
- 2010: Tatort: Der Polizistinnenmörder
- 2011: Tatort: Das erste Opfer, zusammen mit Stephan Brüggenthies und Birgit Grosz
- 2012: Marie Brand und die falsche Frau
- 2012: Tatort: Schmuggler, zusammen mit Birgit Grosz
- 2013: Tatort: Todesspiel
- 2013: Marie Brand und die Engel des Todes
- 2014: Helen Dorn: Der Pakt
- 2016: Marie Brand und die Schatten der Vergangenheit
- 2017: Marie Brand und der Duft des Todes
- 2019: Erzgebirgskrimi – Der Tote im Stollen
- 2020: Erzgebirgskrimi – Tödlicher Akkord
- 2021: Erzgebirgskrimi – Der Tote im Burggraben
- 2021: Erzgebirgskrimi – Der letzte Bissen